# Аносов, Николай Константинович
Николай Константинович Аносов (29 мая 1923 — 15 апреля 1984) — участник Великой Отечественной войны, Герой Советского Союза. Командир стрелкового взвода 898-го стрелкового полка 245-й стрелковой дивизии 59-й армии 1-го Украинского фронта, младший лейтенант.

## Биография
Родился 29 мая 1923 года в селе Лужки, ныне Суворовского района Тульской области, в семье крестьянина. Русский.
Окончил Черепетскую среднюю школу и автотракторные курсы в Белгороде, работал автомехаником.
В рядах Красной Армии с 1941 года. С этого же года на фронте Великой Отечественной войны. В 1944 году окончил Новосибирское военно-пехотное училище
Командир стрелкового взвода 898-го стрелкового полка младший лейтенант Н. К. Аносов отличился при форсировании реки Одер в районе города Козель (ныне Кендзежин-Козле, Польша). 30 января 1945 года с бойцами в числе первых преодолел реку, захватил и удерживал до подхода основных сил батальона плацдарм на левом берегу.
С 1948 года в запасе в звании лейтенанта.
Жил в родном селе. Работал механизатором, затем слесарем на Черепетской ГРЭС.
Умер 15 апреля 1984 года.
Похоронен в с.Знаменское Суворовского района Тульской области.

## Память
- Имя Аносова носит улица в Туле.
- Его именем в 2007 году названа МОУ Черепетская средняя школа Тульской области.[2]

## Награды
- Звание Героя Советского Союза присвоено Указом Президиума Верховного Совета СССР от 10 апреля 1945 года.
- Награждён орденами Ленина и Красной Звезды, а также медалями.